# ميشيل لومباردو
ميشيل لومباردو (بالإنجليزية: Michelle Lombardo)‏ هي عارضة وممثلة أمريكية، ولدت في 16 سبتمبر 1983 في الولايات المتحدة.

## أعمال

### أفلام
- (2006) كليك

### مسلسلات
- رجال ماد
- طريق أكتوبر

## وصلات خارجية
- ميشيل لومباردو على موقع IMDb (الإنجليزية)
- ميشيل لومباردو على موقع ألو سيني (الفرنسية)
- ميشيل لومباردو على موقع أول موفي (الإنجليزية)
- ميشيل لومباردو على موقع قاعدة بيانات الأفلام السويدية (السويدية)
- ميشيل لومباردو على موقع قاعدة بيانات الفيلم (الإنجليزية)
- ميشيل لومباردو على موقع كينوبويسك (الروسية)
- ميشيل لومباردو على موقع دليل عارضات الأزياء (الإنجليزية)